# 高橋美帆 (バレーボール)
高橋 美帆（たかはし みほ、1988年11月29日 - ）は、日本の元女子バレーボール選手。モデル、Youtuber。
現名はメイレレスゴンサルベッシュ 美帆（Miho Meireles Goncalves）。

## 来歴
埼玉県上尾市出身。姉の影響を受けて、中学校1年生からバレーボールを始める。
2007年、パイオニアレッドウィングスに入団（2006年11月17日に内定登録）。同年、世界ジュニア女子選手権大会にてミドルブロッカーとしてスタメンに抜擢され、チームの銅メダル獲得に大きく貢献。
2009/10プレミアリーグで、負傷離脱した多治見麻子に代わる形で出場機会を得た。
2010/11プレミアリーグでは腰の怪我により出場機会に恵まれず、中盤戦に入るとベンチからも外れ、長期欠場の形となった。シーズン終了後、パイオニアを退団。自分で選んだ新しい道を進むとコメントを残している。
2012年、日本外国語専門学校国際観光科に入学。卒業後、ハワイ大学へ短期留学。帰国後はセレクトショップブランドのユナイテッドアローズに入社。
2015年4月、バレーボールコーチへ転身。オーカバレーボールクラブ＆スクール及び母校である川越市立川越高等学校バレーボール部のコーチとなる。
2016年、Miss Hope Japanにて準グランプリを受賞後、モデル活動を始める。
2018年、Miss Model of the World 世界大会に日本代表として出場し、Best international friendship award を受賞。
2019年、一般企業のシェアオフィスマネージャーを務める。
2020年（2020-21シーズン）、地元のV1チームである埼玉上尾メディックスの通訳に就任し、1シーズン通訳を務めた。
2022年、2シーズンぶりに埼玉上尾の通訳に再任し、シーズン終了後に退団が発表されたが、2023-24シーズン開始時に再度加入。2024-25シーズンも引き続き入団し、現姓の「メイレレスゴンサルベッシュ美帆」として入団した。

## 人物・エピソード
- 同じ市立川越高校出身選手に、1つ先輩の石川友紀がいる。
- パイオニア在籍時、山形の美味しい店を実録ノートに記録していた模様[11]。
- 趣味はキックボクシングとUFC観戦。
- YOUは何しに日本へ?の国際結婚企画に出演。
- JFAこころのプロジェクト、夢先生としても活動中。
- 将来は英語を使った仕事、海外移住をしたいと話している。
- 現在は静岡在住で、清水エスパルスのファンである。
- 2024年に浦和レッドダイヤモンズ通訳のルイス・メイレレスと結婚[12]。

## 所属チーム

### 選手
- 上尾市立芝川小学校
- 上尾市立上平中学校
- 川越市立川越高等学校（2004-2007年）
- パイオニアレッドウィングス（2007-2011年）

### 通訳
- 埼玉上尾メディックス（2020-2021年、2022年-）